# Field Commander Cohen – Tour of 1979
Field Commander Cohen: Tour of 1979 – album koncertowy Leonarda Cohena, wydany w lutym 2001. Piosenki zostały nagrane podczas występów w Londyńskim Hammersmith Odeon; 4, 5 i 6 grudnia 1979 oraz w Dome Theatre w Brighton 15 grudnia 1979. Cohen twierdzi, że była to jego najlepsza trasa koncertowa.

## Lista utworów
1. "Field Commander Cohen" - 4:25
2. "The Window" - 5:51
3. "The Smokey Life" - 5:34
4. "The Gypsy's Wife" - 5:20
5. "Lover Lover Lover" - 6:31
6. "Hey, That's no Way to Say Goodbye" - 4:04
7. "The Stranger Song" - 4:55
8. "The Guests" - 6:05
9. "Memories" - 4:38
10. "Why Don't you Try" - 3:43
11. "Bird on the Wire" - 5:10
12. "So long, Marianne" - 6:44